# Serie C 2022/23
Die Serie C 2022/23 war die 9. Spielzeit der dritthöchsten italienischen Spielklasse im Fußball der Männer. Sie begann am 3. September 2022 und endete am 23. April 2023.

## Teilnehmende Auf- und Absteiger
- die Mannschaften auf den Plätzen 17 bis 20 der Serie B 2021/22:
  - L.R. Vicenza Virtus (Verlierer der Relegation)
  - US Alessandria Calcio
  - FC Crotone
  - Pordenone Calcio
- die Meister der neun Staffeln der Serie D 2021/22:
  - Novara Calcio (Gruppe A)
  - FC Sangiuliano City (Gruppe B)
  - FC Arzignano Valchiampo (Gruppe C)
  - Rimini Football Club 1912 (Gruppe D)
  - San Donato Tavarnelle (Gruppe E)
  - US Recanatese (Gruppe F)
  - Giugliano Calcio 1928 (Gruppe G)
  - SS Audace Cerignola (Gruppe H)
  - Gelbison Cilento Vallo della Lucania (Gruppe I)
  - SEF Torres 1903 (Gruppe H, Play-off)

## Gruppe A

### Teilnehmer
| Verein                  | Stadt                 | Region                  |
| ----------------------- | --------------------- | ----------------------- |
| Aurora Pro Patria       | Busto Arsizio         | Lombardei               |
| FC Arzignano Valchiampo | Arzignano             | Venetien                |
| US Pergolettese 1932    | Crema                 | Lombardei               |
| Pordenone Calcio        | Pordenone             | Friaul-Julisch Venetien |
| FC Sangiuliano City     | San Giuliano Milanese | Lombardei               |
| Calcio Lecco            | Lecco                 | Lombardei               |
| UC AlbinoLeffe          | Leffe                 | Lombardei               |
| Mantova 1911            | Mantua                | Lombardei               |
| Novara Calcio           | Novara                | Piemont                 |
| Calcio Padova           | Padua                 | Venetien                |
| Piacenza Calcio 1919    | Piacenza              | Emilia-Romagna          |
| AC Renate               | Renate                | Lombardei               |
| Feralpisalò             | Salò                  | Lombardei               |
| Pro Sesto 1913          | Sesto San Giovanni    | Lombardei               |
| AC Trento 1921          | Trient                | Trentino-Südtirol       |
| US Triestina            | Triest                | Friaul-Julisch Venetien |
| Juventus Turin Next Gen | Turin                 | Piemont                 |
| FC Pro Vercelli         | Vercelli              | Piemont                 |
| L.R. Vicenza Virtus     | Vicenza               | Venetien                |
| Virtus Verona           | Verona                | Venetien                |

### Abschlusstabelle
| Pl. | Verein                  | Sp. | S  | U  | N  | Tore    | Diff. | Punkte |
| --- | ----------------------- | --- | -- | -- | -- | ------- | ----- | ------ |
| 1.  | Feralpisalò             | 38  | 20 | 11 | 7  | 041:210 | +20   | 71     |
| 2.  | Pordenone Calcio (A) 1  | 38  | 16 | 14 | 8  | 053:350 | +18   | 62     |
| 3.  | Calcio Lecco            | 38  | 17 | 11 | 10 | 045:400 | +5    | 62     |
| 4.  | Pro Sesto 1913          | 38  | 16 | 12 | 10 | 046:450 | +1    | 60     |
| 5.  | Calcio Padova           | 38  | 15 | 14 | 9  | 047:400 | +7    | 59     |
| 6.  | Virtus Verona           | 38  | 15 | 13 | 10 | 046:300 | +16   | 58     |
| 7.  | L.R. Vicenza Virtus (A) | 38  | 17 | 7  | 14 | 064:470 | +17   | 58     |
| 8.  | AC Renate               | 38  | 14 | 11 | 13 | 049:550 | −6    | 53     |
| 9.  | FC Arzignano Valchiampo | 38  | 13 | 14 | 11 | 043:380 | +5    | 53     |
| 10. | Novara Calcio (N)       | 38  | 15 | 7  | 16 | 048:450 | +3    | 52     |
| 11. | US Pergolettese 1932 2  | 38  | 14 | 9  | 15 | 043:420 | +1    | 51     |
| 12. | Aurora Pro Patria       | 38  | 12 | 10 | 16 | 037:430 | −6    | 46     |
| 13. | Juventus Turin Next Gen | 38  | 13 | 10 | 15 | 042:480 | −6    | 49     |
| 14. | AC Trento 1921          | 38  | 12 | 10 | 16 | 040:420 | −2    | 46     |
| 15. | FC Pro Vercelli         | 38  | 12 | 10 | 16 | 038:470 | −9    | 46     |
| 16. | Mantova 1911            | 38  | 12 | 9  | 17 | 048:620 | −14   | 45     |
| 17. | FC Sangiuliano City (N) | 38  | 12 | 6  | 20 | 038:460 | −8    | 42     |
| 18. | US Triestina            | 38  | 9  | 12 | 17 | 031:450 | −14   | 39     |
| 19. | UC AlbinoLeffe          | 38  | 9  | 11 | 18 | 043:540 | −11   | 38     |
| 20. | Piacenza Calcio 1919    | 38  | 8  | 14 | 16 | 042:590 | −17   | 38     |

Platzierungskriterien: 1. Punkte – 2. Direkter Vergleich (Punkte, Tordifferenz, geschossene Tore) – 3. Tordifferenz – 4. geschossene Tore

| Zum Saisonende 2022/23: |                                    |
| Meister der Gruppe, Aufstieg in die Serie B 2023/24 und Teilnahme an der Supercoppa Serie C Teilnahme an den Play-offs Teilnahme an der Play-outs gegen den Abstieg Abstieg in die Serie D 2023/24 |                                    |
| |                                    |
| Zum Saisonende 2021/22: |                                    |
| (N) | Aufsteiger aus der Serie D 2021/22 |
| |                                    |

## Gruppe B

### Teilnehmer
| Verein                         | Stadt                  | Region         |
| ------------------------------ | ---------------------- | -------------- |
| US Alessandria Calcio          | Alessandria            | Piemont        |
| US Ancona 1905                 | Ancona                 | Marken         |
| Carrarese Calcio               | Carrara                | Toscana        |
| FC Cesena                      | Cesena                 | Emilia-Romagna |
| Virtus Entella                 | Chiavari               | Ligurien       |
| FC Fermana                     | Massa Fermana          | Marken         |
| US Fiorenzuola 1922            | Fiorenzuola d’Arda     | Emilia-Romagna |
| AS Gubbio 1910                 | Gubbio                 | Umbrien        |
| Imolese Calcio 1919            | Imola                  | Emilia-Romagna |
| Lucchese 1905                  | Lucca                  | Toskana        |
| Montevarchi Calcio Aquila 1902 | Montevarchi            | Toskana        |
| Olbia Calcio 1905              | Olbia                  | Sardinien      |
| Vis Pesaro                     | Pesaro                 | Marken         |
| US Città di Pontedera          | Pontedera              | Toskana        |
| US Recanatese                  | Recanati               | Marken         |
| AC Reggiana                    | Reggio nell’Emilia     | Emilia-Romagna |
| Rimini Football Club 1912      | Rimini                 | Emilia-Romagna |
| ACN Siena                      | Siena                  | Toskana        |
| San Donato Tavarnelle          | Tavarnelle Val di Pesa | Toscana        |
| SEF Torres 1903                | Sassari                | Sardinien      |

### Abschlusstabelle
| Pl. | Verein                         | Sp. | S  | U  | N  | Tore    | Diff. | Punkte |
| --- | ------------------------------ | --- | -- | -- | -- | ------- | ----- | ------ |
| 1.  | AC Reggiana                    | 38  | 24 | 9  | 5  | 063:270 | +36   | 81     |
| 2.  | FC Cesena                      | 38  | 23 | 10 | 5  | 066:240 | +42   | 79     |
| 3.  | Virtus Entella                 | 38  | 23 | 10 | 5  | 060:310 | +29   | 79     |
| 4.  | Carrarese Calcio               | 38  | 18 | 8  | 12 | 051:420 | +9    | 62     |
| 5.  | AS Gubbio 1910                 | 38  | 17 | 10 | 11 | 050:340 | +16   | 61     |
| 6.  | US Città di Pontedera          | 38  | 16 | 12 | 10 | 048:390 | +9    | 60     |
| 7.  | US Ancona 1905                 | 38  | 16 | 10 | 12 | 055:440 | +11   | 58     |
| 8.  | Lucchese 1905                  | 38  | 12 | 15 | 11 | 036:320 | +4    | 51     |
| 9.  | Rimini Football Club 1912 (N)  | 38  | 11 | 14 | 13 | 043:410 | +2    | 47     |
| 10. | US Recanatese (N)              | 38  | 11 | 14 | 13 | 039:430 | −4    | 47     |
| 11. | FC Fermana                     | 38  | 9  | 17 | 12 | 043:490 | −6    | 44     |
| 12. | ACN Siena 1                    | 38  | 11 | 17 | 10 | 040:400 | ±0    | 44     |
| 13. | Olbia Calcio 1905              | 38  | 9  | 14 | 15 | 043:500 | −7    | 41     |
| 14. | US Fiorenzuola 1922 (U)        | 38  | 11 | 8  | 19 | 031:440 | −13   | 41     |
| 15. | SEF Torres 1903 (N)            | 38  | 8  | 17 | 13 | 033:360 | −3    | 41     |
| 16. | Vis Pesaro dal 1898            | 38  | 9  | 12 | 17 | 024:550 | −31   | 39     |
| 17. | US Alessandria Calcio (A)      | 38  | 9  | 11 | 18 | 033:520 | −19   | 38     |
| 18. | San Donato Tavarnelle (N)      | 38  | 8  | 13 | 17 | 040:620 | −22   | 37     |
| 19. | Imolese Calcio 1919 2          | 38  | 9  | 9  | 20 | 029:550 | −26   | 30     |
| 20. | Montevarchi Calcio Aquila 1902 | 38  | 6  | 10 | 22 | 032:590 | −27   | 28     |

Platzierungskriterien: 1. Punkte – 2. Direkter Vergleich (Punkte, Tordifferenz, geschossene Tore) – 3. Tordifferenz – 4. geschossene Tore

| Zum Saisonende 2022/23: |                                    |
| Meister der Gruppe, Aufstieg in die Serie B 2023/24 und Teilnahme an der Supercoppa Serie C Teilnahme an den Play-offs Teilnahme an der Play-outs gegen den Abstieg Ausschluss Abstieg in die Serie D 2023/24 |                                    |
| |                                    |
| Zum Saisonende 2021/22: |                                    |
| (A) | Absteiger aus der Serie B 2021/22  |
| (N) | Aufsteiger aus der Serie D 2021/22 |
| (U) | Umgruppierung                      |
| |                                    |

## Gruppe C

### Teilnehmer
| Verein                               | Stadt                   | Region     |
| ------------------------------------ | ----------------------- | ---------- |
| SSD Fidelis Andria 2018              | Andria                  | Apulien    |
| US Avellino 1912                     | Avellino                | Kampanien  |
| FC Crotone                           | Crotone                 | Kalabrien  |
| SS Audace Cerignola                  | Cerignola               | Apulien    |
| Gelbison Cilento Vallo della Lucania | Vallo della Lucania     | Kampanien  |
| Giugliano Calcio 1928                | Giugliano               | Kampanien  |
| US Catanzaro 1929                    | Catanzaro               | Kalabrien  |
| Foggia Calcio                        | Foggia                  | Apulien    |
| Latina Calcio 1932                   | Latina                  | Latium     |
| ACR Messina                          | Messina                 | Sizilien   |
| SS Monopoli 1966                     | Monopoli                | Apulien    |
| Monterosi Tuscia                     | Monterosi               | Latium     |
| Delfino Pescara 1936                 | Pescara                 | Abruzzen   |
| AZ Picerno                           | Picerno                 | Basilikata |
| Potenza Calcio                       | Potenza                 | Basilikata |
| SS Juve Stabia                       | Castellammare di Stabia | Kampanien  |
| Taranto FC 1927                      | Tarent                  | Apulien    |
| Turris Calcio                        | Torre del Greco         | Kampanien  |
| Virtus Francavilla Calcio            | Francavilla Fontana     | Apulien    |
| AS Viterbese Castrense               | Viterbo                 | Latium     |

### Abschlusstabelle
| Pl. | Verein                                   | Sp. | S  | U  | N  | Tore    | Diff. | Punkte |
| --- | ---------------------------------------- | --- | -- | -- | -- | ------- | ----- | ------ |
| 1.  | US Catanzaro 1929                        | 38  | 30 | 6  | 2  | 102:210 | +81   | 96     |
| 2.  | FC Crotone (A)                           | 38  | 23 | 11 | 4  | 057:310 | +26   | 80     |
| 3.  | Delfino Pescara 1936 (U)                 | 38  | 19 | 8  | 11 | 058:420 | +16   | 65     |
| 4.  | Foggia Calcio                            | 38  | 18 | 7  | 13 | 060:440 | +16   | 61     |
| 5.  | SS Audace Cerignola (N)                  | 38  | 16 | 12 | 10 | 048:410 | +7    | 60     |
| 6.  | AZ Picerno                               | 38  | 15 | 14 | 9  | 040:340 | +6    | 59     |
| 7.  | SS Monopoli 1966                         | 38  | 16 | 6  | 16 | 046:480 | −2    | 54     |
| 8.  | Latina Calcio 1932                       | 38  | 12 | 13 | 13 | 039:460 | −7    | 49     |
| 9.  | Potenza Calcio                           | 38  | 10 | 18 | 10 | 049:570 | −8    | 48     |
| 10. | SS Juve Stabia                           | 38  | 12 | 10 | 16 | 037:490 | −12   | 46     |
| 11. | Taranto FC 1927                          | 38  | 11 | 13 | 14 | 026:360 | −10   | 46     |
| 12. | Giugliano Calcio 1928 (N)                | 38  | 11 | 13 | 14 | 051:610 | −10   | 46     |
| 13. | Virtus Francavilla Calcio                | 38  | 13 | 6  | 19 | 047:540 | −7    | 45     |
| 14. | US Avellino 1912                         | 38  | 11 | 10 | 17 | 042:490 | −7    | 43     |
| 15. | Turris Calcio                            | 38  | 11 | 10 | 17 | 040:560 | −16   | 43     |
| 16. | Monterosi Tuscia 1                       | 38  | 10 | 14 | 14 | 039:450 | −6    | 42     |
| 17. | ACR Messina                              | 38  | 11 | 8  | 19 | 032:470 | −15   | 41     |
| 18. | Gelbison Cilento Vallo della Lucania (N) | 38  | 7  | 15 | 16 | 025:400 | −15   | 36     |
| 19. | AS Viterbese Castrense (U) 2             | 38  | 8  | 11 | 19 | 035:520 | −17   | 33     |
| 20. | SSD Fidelis Andria 2018                  | 38  | 6  | 15 | 17 | 029:490 | −20   | 33     |

Platzierungskriterien: 1. Punkte – 2. Direkter Vergleich (Punkte, Tordifferenz, geschossene Tore) – 3. Tordifferenz – 4. geschossene Tore

| Zum Saisonende 2022/23: |                                    |
| Meister der Gruppe, Aufstieg in die Serie B 2023/24 und Teilnahme an der Supercoppa Serie C Teilnahme an den Play-offs Teilnahme an der Play-outs gegen den Abstieg Ausschluss Abstieg in die Serie D 2023/24 |                                    |
| |                                    |
| Zum Saisonende 2021/22: |                                    |
| (N) | Aufsteiger aus der Serie D 2021/22 |
| |                                    |

## Play-offs
Insgesamt 28 Mannschaften spielten den vierten Aufsteiger aus, je 9 Teams pro Gruppe und L.R. Vicenza Virtus als Sieger der Coppa Italia Serie C. Gespielt wurde in sechs Runden.

### Gruppe A
Die Mannschaften auf den Plätzen 6 bis 11 der Gruppe A traten hier gegeneinander an. Die Teams der Plätze 2 bis 5 erhielten dabei ein Freilos für die zweite bzw. die Finalrunde. Endete eine Begegnung remis, kam die Mannschaft mit der besseren Platzierung in der Abschlusstabelle weiter.
1. Runde
Die Spiele des 5. – 11., 6. – 10. und 8. – 9. wurden am 11. Mai 2023 ausgetragen.
|               | Ergebnis |                         |
| ------------- | -------- | ----------------------- |
| Calcio Padova | 1:0      | US Pergolettese 1932    |
| Virtus Verona | 3:0      | Novara Calcio           |
| AC Renate     | 0:0      | FC Arzignano Valchiampo |

2. Runde
Die Spiele wurden am 14. Mai 2023 ausgetragen.
|                | Ergebnis |               |
| -------------- | -------- | ------------- |
| Pro Sesto 1913 | 1:1      | AC Renate     |
| Calcio Padova  | 0:1      | Virtus Verona |

### Gruppe B
Die Mannschaften auf den Plätzen 5 bis 10 der Gruppe B traten hier gegeneinander an. Die Teams der Plätze 2 bis 4 erhielten dabei ein Freilos für die zweite bzw. die Finalrunde. Endete eine Begegnung remis, kam die Mannschaft mit der besseren Platzierung in der Abschlusstabelle weiter.
1. Runde
Die Spiele des 5. – 10., 6. – 9. und 7. – 8. wurden am 11. Mai 2023 ausgetragen.
|                       | Ergebnis |                           |
| --------------------- | -------- | ------------------------- |
| AS Gubbio 1910        | 1:1      | US Recanatese             |
| US Città di Pontedera | 2:1      | Rimini Football Club 1912 |
| US Ancona 1905        | 1:1      | Lucchese 1905             |

2. Runde
Die Spiele wurden am 14. Mai 2023 ausgetragen.
|                  | Ergebnis |                       |
| ---------------- | -------- | --------------------- |
| Carrarese Calcio | 0:1      | US Ancona 1905        |
| AS Gubbio 1910   | 1:1      | US Città di Pontedera |

### Gruppe C
Die Mannschaften auf den Plätzen 5 bis 10 der Gruppe C traten hier gegeneinander an. Die Teams der Plätze 2 bis 4 erhielten dabei ein Freilos für die zweite bzw. die Finalrunde. Endete eine Begegnung remis, kam die Mannschaft mit der besseren Platzierung in der Abschlusstabelle weiter.
1. Runde
Die Spiele des 5. – 10., 6. – 9. und 7. – 8. wurden am 11. Mai 2023 ausgetragen.
|                     | Ergebnis |                    |
| ------------------- | -------- | ------------------ |
| SS Audace Cerignola | 3:0      | SS Juve Stabia     |
| AZ Picerno          | 0:1      | Potenza Calcio     |
| SS Monopoli 1966    | 1:0      | Latina Calcio 1932 |

2. Runde
Die Spiele wurden am 14. Mai 2023 ausgetragen.
|                     | Ergebnis |                  |
| ------------------- | -------- | ---------------- |
| Foggia Calcio       | 1:1      | Potenza Calcio   |
| SS Audace Cerignola | 2:1      | SS Monopoli 1966 |

### Finalrunde
Achtelfinale
Die Sieger aus den jeweiligen 2. Runden sowie die Mannschaften, die aufgrund ihrer Tabellenplatzierungen Freilose erhielten, spielten hier gruppenübergreifend in Hin- und Rückspielen gegeneinander. Die Dritt-, Viertplatzierten und das beste Team der 2. Runde spielte zuerst auswärts. Die Hinspiele wurden am 18., die Rückspiele am 22. Mai 2023 ausgetragen. Stand es nach zwei Partien unentschieden, kam die Mannschaft mit der besseren Platzierung in ihrer jeweiligen Gruppentabelle weiter.
|                     | Gesamt |                      | Hinspiel | Rückspiel |
| ------------------- | ------ | -------------------- | -------- | --------- |
| US Ancona 1905      | 3:3    | Calcio Lecco         | 2:2      | 1:1       |
| AS Gubbio 1910      | 3:3    | Virtus Entella       | 2:0      | 1:3       |
| Virtus Verona       | 3:5    | Delfino Pescara 1936 | 2:2      | 1:3       |
| Pro Sesto 1913      | 2:3    | L.R. Vicenza Virtus  | 2:1      | 0:2       |
| SS Audace Cerignola | 4:4    | Foggia Calcio        | 4:1      | 0:3       |

Viertelfinale
Die Sieger aus den vorherigen Partien, sowie die drei Zweitplatzierten traten hier in Hin- und Rückspielen gegeneinander an. Die Hinspiele wurden am 27. Mai, die Rückspiele am 31. Mai 2023 ausgetragen. Stand es nach zwei Partien unentschieden, kam die Mannschaft mit der besseren Platzierung in ihrer jeweiligen Gruppentabelle weiter.
|                      | Gesamt |                  | Hinspiel | Rückspiel |
| -------------------- | ------ | ---------------- | -------- | --------- |
| Calcio Lecco         | 3:2    | Pordenone Calcio | 0:1      | 3:1       |
| L.R. Vicenza Virtus  | 0:0    | FC Cesena        | 0:0      | 0:0       |
| Foggia Calcio        | 3:2    | FC Crotone       | 1:0      | 2:2       |
| Delfino Pescara 1936 | 5:3    | Virtus Entella   | 2:1      | 3:2       |

Halbfinale
Die letzten vier Mannschaften traten hier in Hin- und Rückspielen gegeneinander an. Die Hinspiele wurden am 4., die Rückspiele am 8. Juni 2023 ausgetragen. Stand es nach zwei Partien unentschieden, wurde eine Entscheidung per Verlängerung und anschließend im Elfmeterschießen herbeigeführt.
|               | Gesamt          |                      | Hinspiel | Rückspiel |
| ------------- | --------------- | -------------------- | -------- | --------- |
| Foggia Calcio | 4:4 (4:3 i. E.) | Delfino Pescara 1936 | 2:2      | 2:2 n. V. |
| Calcio Lecco  | 2:2 (5:3 i. E.) | FC Cesena            | 1:2      | 1:0 n. V. |

Finale
Die letzten zwei Mannschaften traten hier in Hin- und Rückspielen gegeneinander an. Das Hinspiel wurde am 13., das Rückspiel am 18. Juni 2023 ausgetragen. Stand es nach zwei Partien unentschieden, wurde eine Entscheidung per Verlängerung und anschließend im Elfmeterschießen herbeigeführt. Der Sieger stieg in die Serie B auf.
|               | Gesamt |              | Hinspiel | Rückspiel |
| ------------- | ------ | ------------ | -------- | --------- |
| Foggia Calcio | 2:5    | Calcio Lecco | 1:2      | 1:3       |

## Play-outs
Die acht schlechtesten Mannschaften aus der Gruppenphase, die nicht bereits regulär abgestiegen waren, spielten hier in Hin- und Rückspielen um den Klassenerhalt.
Die Hinspiele wurden am 6., die Rückspiele am 13. Mai 2023 ausgetragen. Bei Gleichstand nach beiden Spielen stieg die Mannschaft mit der niedrigeren Platzierung in der Abschlusstabelle ab.
|                                      | Gesamt |                       | Hinspiel | Rückspiel |
| ------------------------------------ | ------ | --------------------- | -------- | --------- |
| UC AlbinoLeffe                       | 2:1    | Mantova 1911          | 1:0      | 1:1       |
| US Triestina                         | 2:1    | FC Sangiuliano City   | 0:0      | 2:1       |
| San Donato Tavarnelle                | 2:3    | US Alessandria Calcio | 1:2      | 1:1       |
| Gelbison Cilento Vallo della Lucania | 1:1    | ACR Messina           | 1:0      | 0:1       |

## Supercoppa Serie C
Hier spielten die drei Staffelmeister den Supercup aus.
|            |                   | Ergebnis |                   |
| ---------- | ----------------- | -------- | ----------------- |
| 29.04.2023 | US Catanzaro 1929 | 2:1      | Feralpisalò       |
| 06.05.2023 | Feralpisalò       | 3:1      | AC Reggiana       |
| 13.05.2023 | AC Reggiana       | 2:2      | US Catanzaro 1929 |

| Pl. | Verein            | Sp. | S | U | N | Tore    | Diff. | Punkte |
| --- | ----------------- | --- | - | - | - | ------- | ----- | ------ |
| 1.  | US Catanzaro 1929 | 2   | 1 | 1 | 0 | 004:300 | +1    | 04     |
| 2.  | Feralpisalò       | 2   | 1 | 0 | 1 | 004:300 | +1    | 03     |
| 3.  | AC Reggiana       | 2   | 0 | 1 | 1 | 003:500 | −2    | 01     |